# Chevrolet S-10
Chevrolet S-10 — компактні пікапи від компанії Chevrolet концерну General Motors. Коли він уперше був введений у 1982 році. GMC версія була відома як S-15, а пізніше перейменованого на GMC Sonoma.
Пікап S-10 був також проданий компанією Isuzu, як Hombre з 1996 по 2000 рік. Пропонувалися також позашляхові версії, Chevrolet S-10 Blazer/GMC S-15 Jimmy. Електрична версія була здана в оренду, як автомобіль автопарку в 1997 і 1998 роках. Разом узяті, ці моделі часто називають S-серією.
У Північній Америці, S-серія була замінена на Chevrolet Colorado і GMC Canyon, а також Isuzu I-серії в 2004 році.
Виробництво S-серії закінчилося в Бразилії в 2012 році, будучи заміненою на тайський Chevrolet Colorado, але все ж з ім'ям S-10.
Файл:Chevrolet_S-10_LT_2.8_TD_Crew_Cab_2013_(12725976734).jpg|Chevrolet S-10 для ринку Бразилії (з 2012)

## Перше покоління (1982-1993)

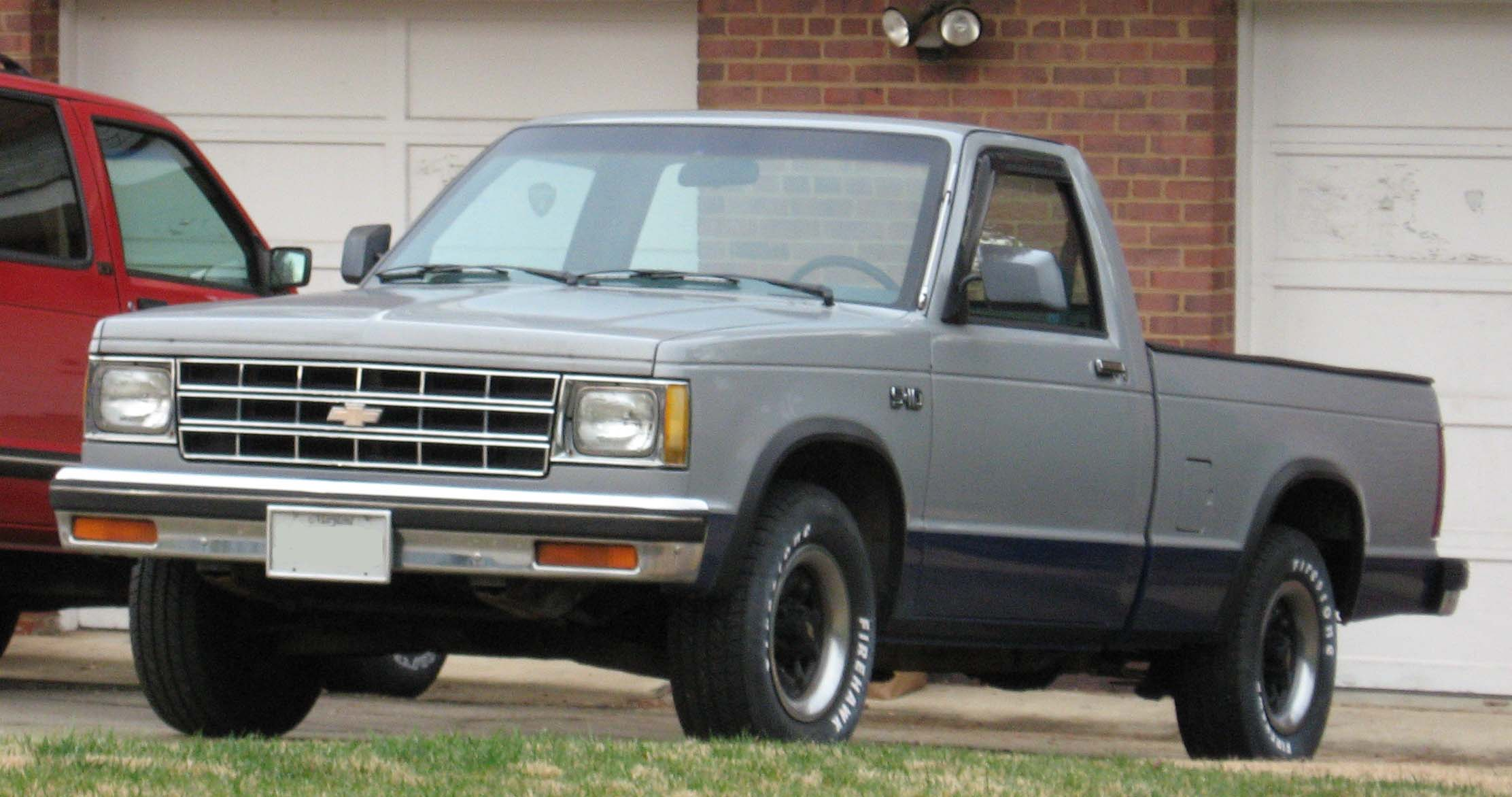
Chevrolet S-10 (1982-1993)

GMC Syclone (1991)

Високопродуктивна версія була випущена в 1991 році під назвою GMC Syclone, з двигуном 4,3 л V6 Turbo потужністю 284 к.с. (209 кВт) з розгоном від 0 до 100 км/год 4,8-5,2 с.

### Двигуни
- 1.9 L LR1 I4
- 2.0 L LQ2 I4
- 2.2 L LQ7 I4 diesel
- 2.5 L L38 I4
- 2.5 L LN8 I4
- 2.8 L LR2 V6
- 2.8 L LL2 V6
- 4.3 L L35 V6
- 4.3 L LB4 V6

## Друге покоління (1994-2004)

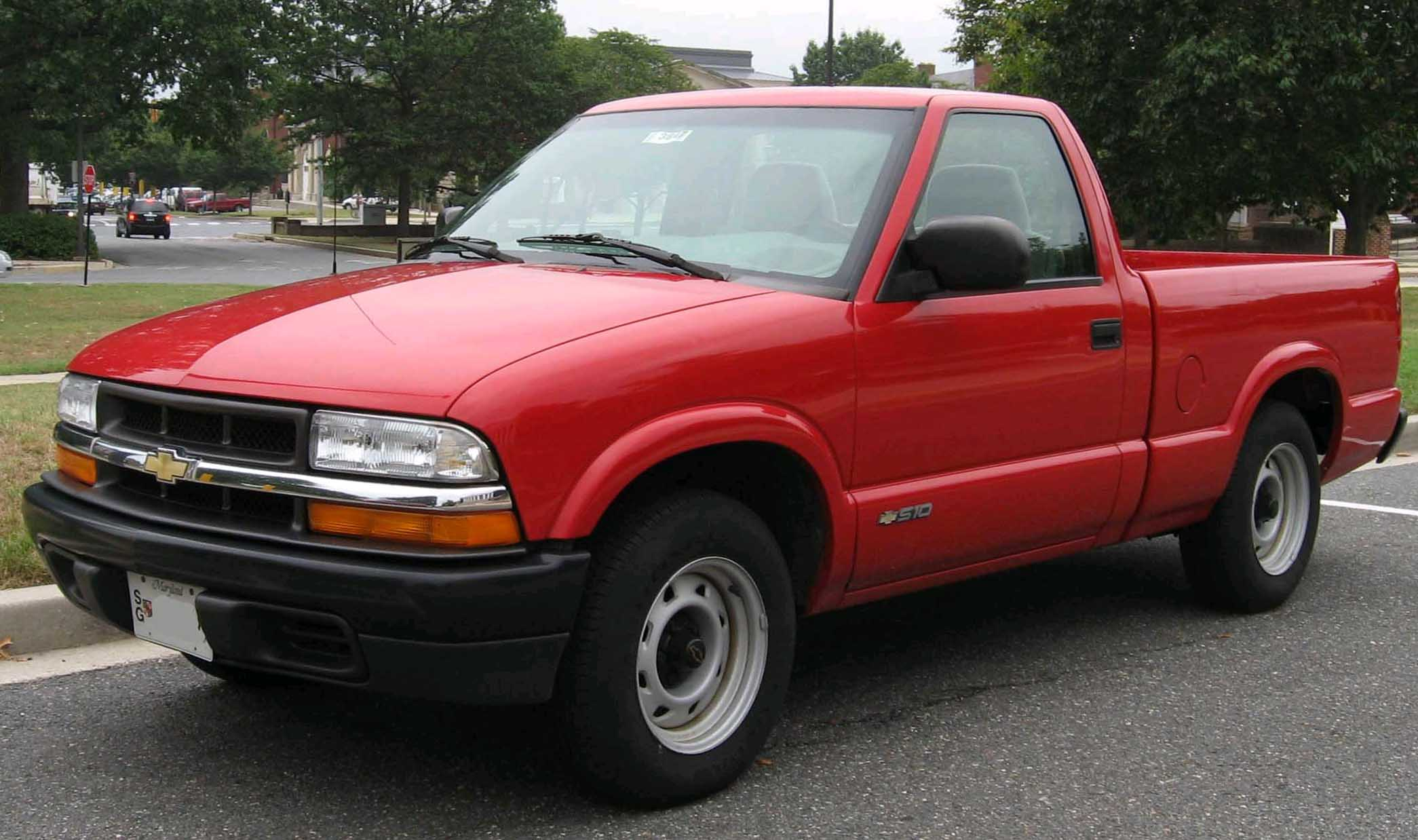
Chevrolet S-10 (1998-2004)

- 2.2 L (LN2/L43) I4
- 4.3 L (LB4/L35/LF6/LU3) V6

## Третє покоління (з 2012)
- 2.4 L Flexpower I4
- 2.5 L Ecotec (LCV) I4

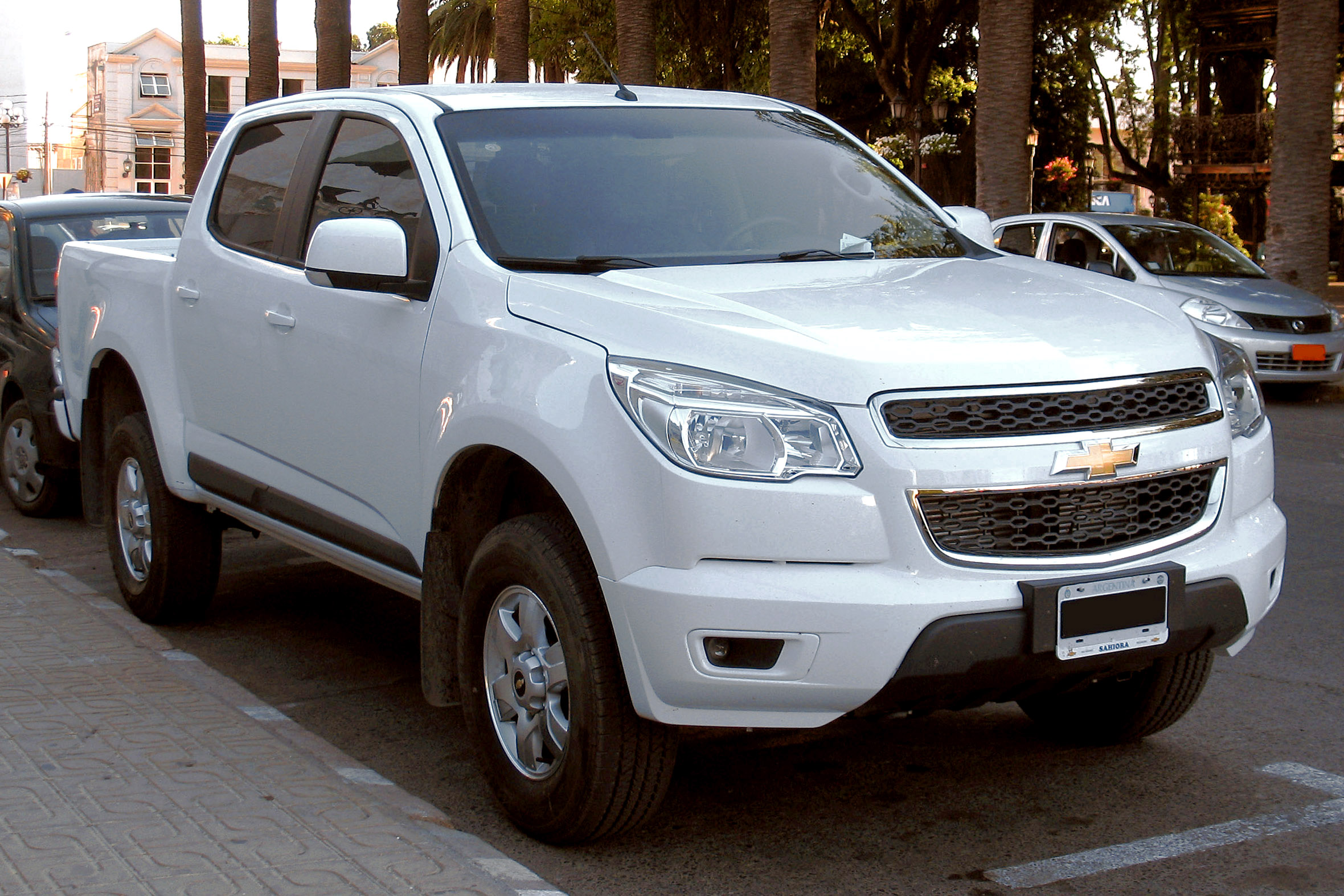
Chevrolet S-10 для ринку Бразилії (з 2012)

- 2.5 L Duramax I4 (XLD25/LP2) turbodiesel
- 2.8 L Duramax (LWN) I4 turbodiesel
- 3.6 L High Feature engine (LFX/LGZ) V6